# Chovkan

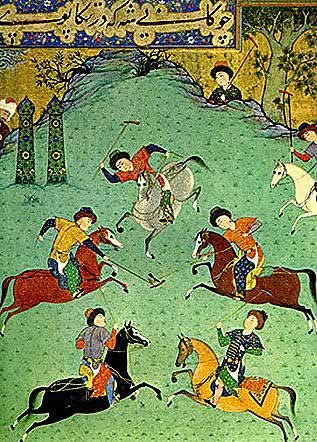
Chovkan in einer persischen Miniatur des 16. Jahrhunderts

Chovkan ist eine traditionelle Pferdesportart. Sie ist eine Mannschaftssportart und ein Vorläufer des modernen Polo. Die auf Pferden reitenden Spieler einer Mannschaft versuchen, einen Ball mit einem langen Holzschläger in das durch zwei Torpfosten gebildete Tor der gegnerischen Mannschaft zu schlagen. Chovkan ist im Iran und in Aserbaidschan als immaterielles Kulturerbe eingetragen. Heute ist das Spiel im Aserbaidschan, Iran, Usbekistan, Afghanistan und Turkmenistan verbreitet.

## Geschichte
Chovkan entstand um die Mitte des ersten Jahrtausends v. Chr. Die erste schriftliche Erwähnung findet sich bei den Medern. Im Sassanidenreich erfreute sich das Spiel großer Beliebtheit. In der Spätantike gelangte das Spiel in das Römische Reich. Während der islamischen Expansion breitete es sich nach Arabien aus und gelangte unter den Mogulkaisern nach Indien. Britische Offiziere brachten das Spiel im 19. Jahrhundert aus Indien nach Großbritannien. Durch Hinzufügen neuer Regeln entstand daraus die Sportart Polo.

## Immaterielles Kulturerbe

### Iran
Im Iran entwickelte sich Chovkan (persisch چوگان tschaugān, DMG čaugān [t͡ʃʰou̯ˈgɒn]) zum Nationalsport, der beispielsweise unter den Safawiden auf dem zentralen Platz der damaligen Hauptstadt Isfahan vor den Augen des Schahs betrieben wurde. Dabei wird das sportliche Ereignis untermalt mit einer entsprechenden musikalischen Darbietung und dem Erzählen von Geschichten. Chovkan im Iran wird also durch die Spieler, die Geschichtenerzähler und die Musiker gemeinsam praktiziert und verbindet kulturelle, künstlerische und sportliche Elemente.
2017 hat die UNESCO die Praxis des Chovkan im Iran unter dem Titel „Chovkan, ein von Musik und Geschichtenerzählen begleitetes Pferde-Reitspiel“ in die Repräsentative Liste des immateriellen Kulturerbes der Menschheit aufgenommen.

### Aserbaidschan

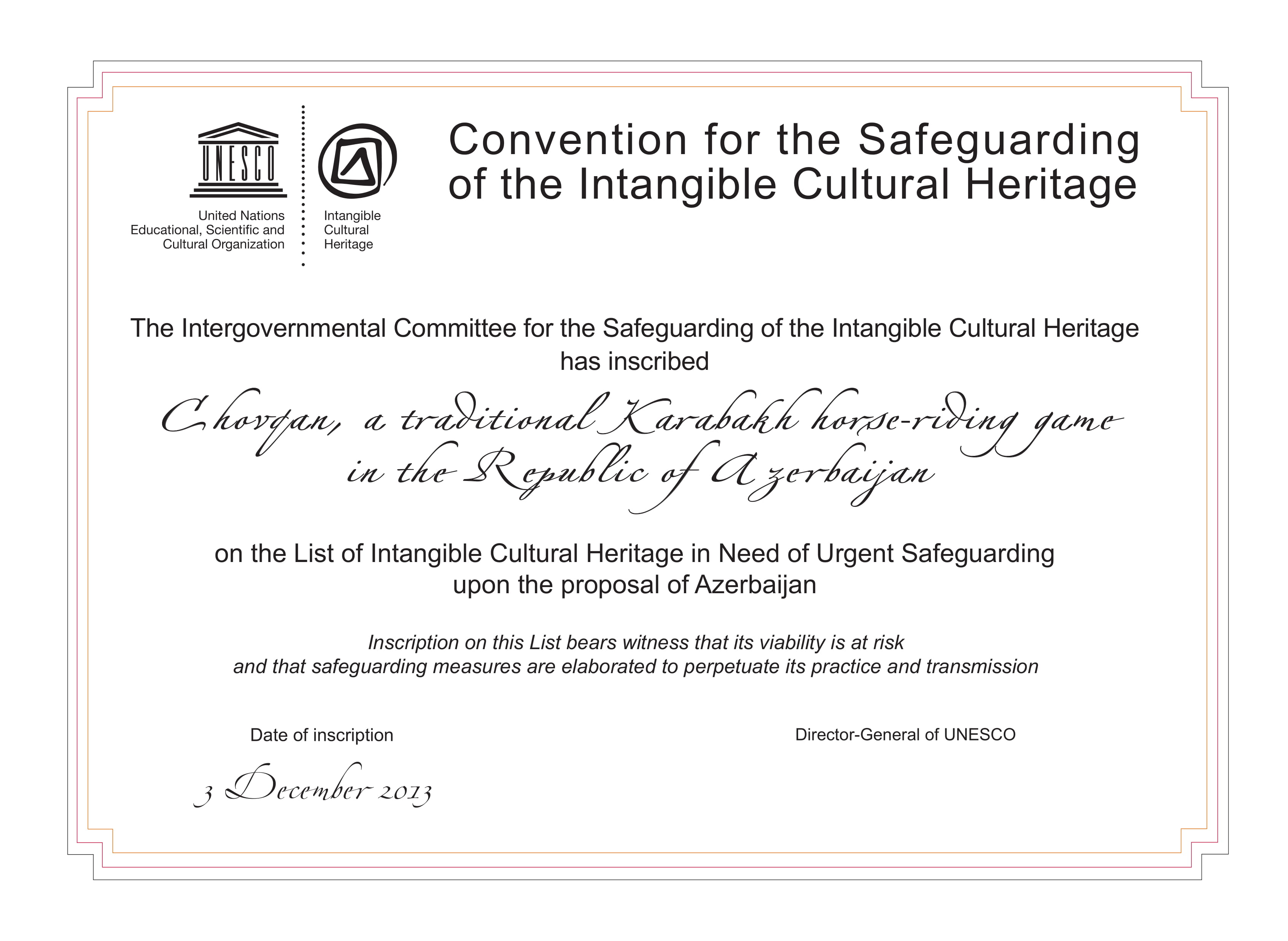
UNESCO-Urkunde für Chovkan in Aserbaidschan

In Aserbaidschan werden für Chovkan traditionell Pferde der kaukasischen Pferderasse Karabagh verwendet. Die Reiter tragen Karakulmützen, lange, eng anliegende Mäntel mit hoher Taille sowie spezielle Hosen, Strümpfe und Schuhe. Von erfahrenen Spielern werden die Regeln, Fertigkeiten und Techniken von Chovkan an Beginner weitergegeben. Durch nachlassendes Interesses der Jugend, Verstädterung und Migration wurde jedoch die Praxis und die Weitergabe des Chovkan geschwächt, was zu einem Mangel an Spielern, Trainern und Karabagh-Pferden geführt hat.
Daher hat die UNESCO die Praxis des Chovkan in Aserbaidschan 2013 unter dem Titel „Chovkan, ein traditionelles Karabagh-Pferde-Reitspiel in der Republik Aserbaidschan“ in die Liste des dringend erhaltungsbedürftigen immateriellen Kulturerbes aufgenommen.